# Eloise Mumford
Eloise Mumford (* 24. září 1986) je americká herečka, známá především svojí rolí ve všech třech filmech série Padesát odstínů (Padesát odstínů šedi (2015), Padesát odstínů temnoty (2017) a Padesát odstínů svobody (2018), ve kterých ztvárnila roli největší kamarádky hlavní ženské postavy Anastasie Steelové (Dakota Johnsonová) jménem Kate Kavanaghová. Hrála však také v šesti dalších filmech a v několika seriálech.